# Astiphromma euryops
Astiphromma euryops är en stekelart som beskrevs av Dasch 1971. Astiphromma euryops ingår i släktet Astiphromma och familjen brokparasitsteklar. Inga underarter finns listade.